# Гірчак зміїний
{{#ifeq:0|0|{{#if:Bistorta officinalis|{{#if:|[[]}}|[[]]}}}}
Гірча́к змії́ний (Persicaria bistorta L.) — багаторічна рослина родини гречкових, яку донедавна відносили до роду гірчак, а тепер — до роду Persicaria, а інколи й до роду Bistorta під назвою Bistorta officinalis (Raf.).

## Назва
Також відома під народними назвами ра́кові ши́йки, змійови́к, криве́ зі́лля, черевна́ трава́, бля́шечки, горлець, дику́ша, левурда́, рачинець, рачки, ужовник В англійській назві також обігрується семантичний зв'язок зі зміями: snakeroot, snake-root, snakeweed.

## Опис
Трав'яниста рослина заввишки 30—100 см. Кореневище звивисте, в розрізі червонувато-буре, від нього відходять корені. Листки загострені, причому прикореневі мають довгі крилаті черешки, знизу сіруваті, стеблові листки з розтрубами. Суцвіття — густий колос, піднесений на квітконосі, складається з рожевих квіток. Плід — сім'янка.
Кореневище містить 15—20 % дубильних речовин, 0,5 % галової кислоти, 0,45 % глюкози, парарабін, 30 % крохмалю, 10 % білкових речовин, а також барвники, каротин, Вітамін C.

## Екологія та поширення
Квітне з кінця травня до середини липня.
Росте на вологих луках, лісових вогких галявинах, в зелено-вільхових і жерепнякових заростях.

## Застосування
Кореневища використовують у шкіряній промисловості, з них добувають жовту і чорну фарби. Гірчак зміїний — добрий медонос. Він також застосовується у декоративному садівництві: сорт 'Superba' з великими показними суцвіттями відзначений премією Королівського садівничого товариства (Велика Британія).
В медицині з лікувальною метою використовують кореневища, які замінюють імпортну ратану.
В народній медицині кореневища відомі як сильно в'яжучий засіб. Застосовується при проносах всередину і для промивань. Рідкий екстракт призначається по 30—40 крапель на прийом, відвар (15—20 г на 200 г води) — по столовій ложці 3—4 рази на день. Крім того, в народній медицині використовують кореневище як в'яжучий засіб при лікуванні ран, кровотеч, чиряків, при хворобах сечового міхура.
При каменях жовчного і сечового міхурів п'ють відвар з кореневища (20 г на 1 л води, варять 15 хв), п'ють 0,5 склянки три рази в день.

## У харчуванні
Висушені і перемелені кореневища можна використовувати як додаток до зернового борошна під час випікання хліба. Для цього його викопують восени, промивають у воді, відрізують стебельця та очищають від залишків листя й численних дрібних корінців. Розрізані на невеличкі шматки кореневища декілька разів вимочують у воді, доки не втратять гіркуватий смак та червоний колір.

## Галерея

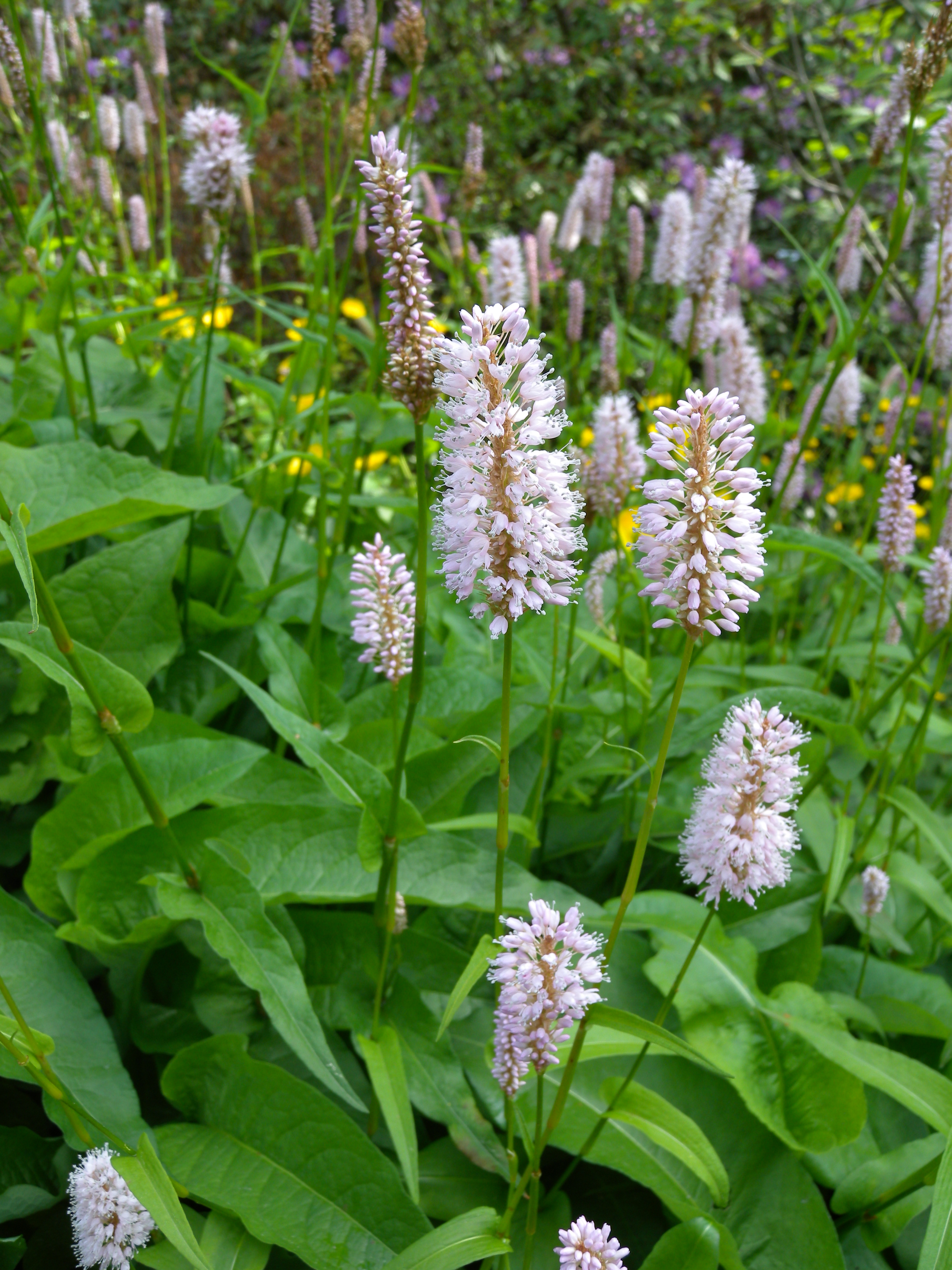
Квіти
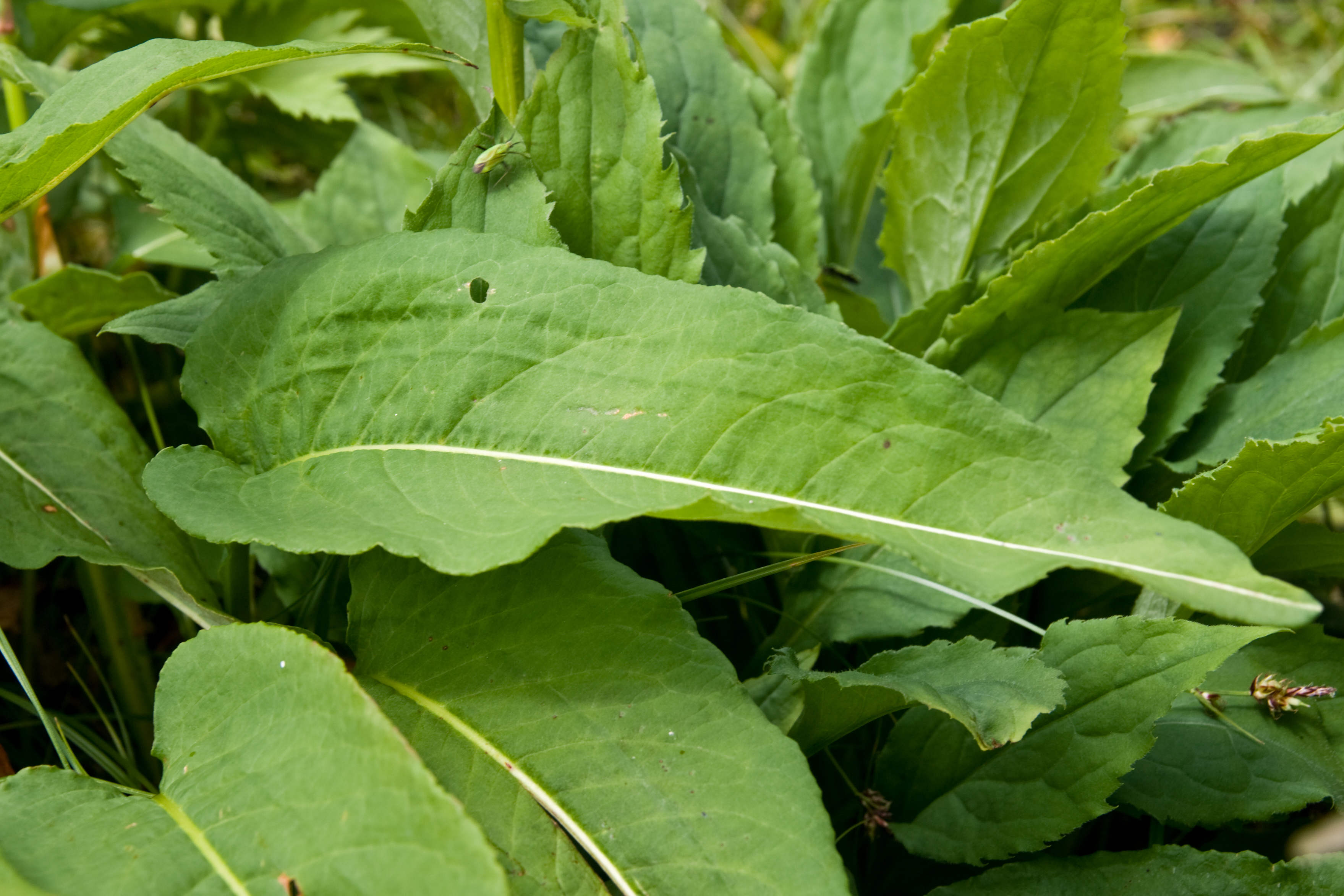
Листя
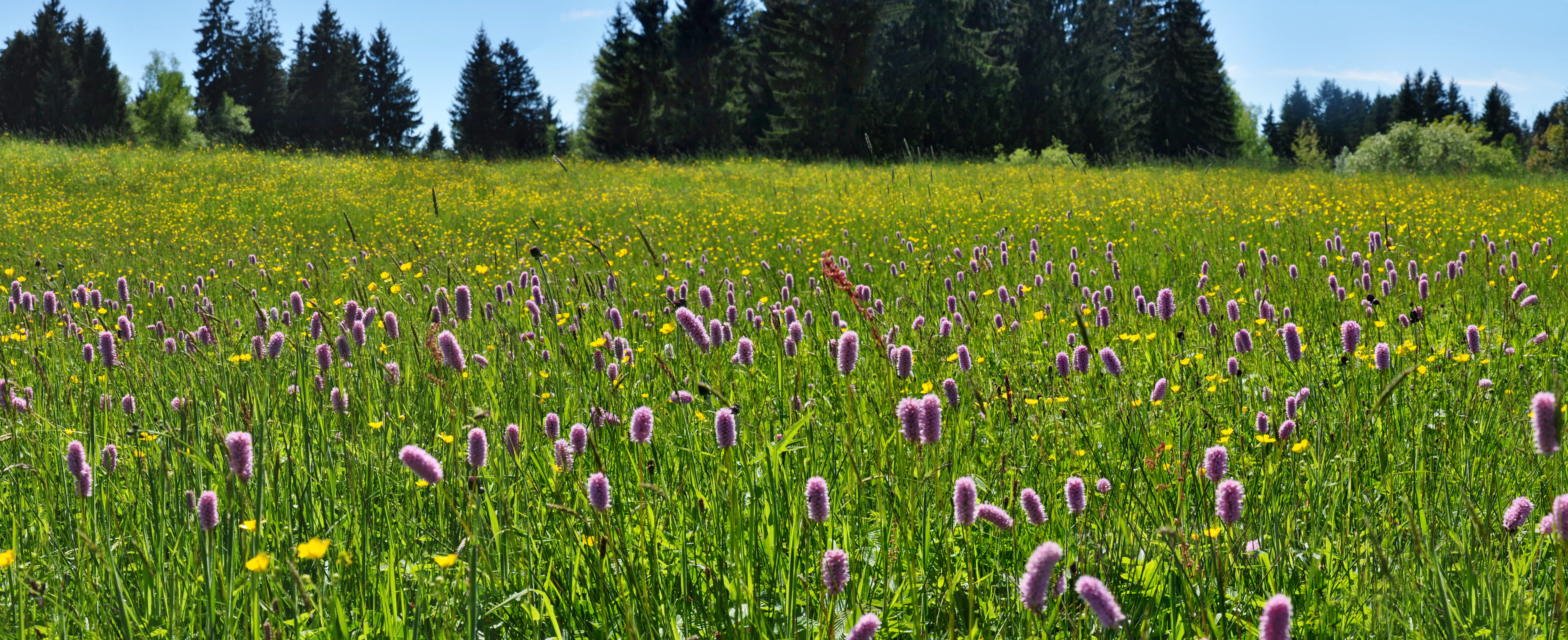
Поле заросле гірчаком